# Interlands Bosnisch voetbalelftal 1995-1999
Deze pagina toont een gedetailleerd overzicht van de interlands die het Bosnisch voetbalelftal speelde in de periode 1995 – 1999, kort na het beëindigen van de Bosnische Burgeroorlog.

## Interlands

### 1995
|                                                      |                                     |       |                       |                                                                                        |
| 30 november Vriendschappelijk № 1 «onderlinge duels» | Albanië                             | 2 – 0 | Bosnië en Herzegovina | Qemal Stafastadion, Tirana Toeschouwers: 30.000 Scheidsrechter: Krste Danilovski (MKD) |
| 30 november Vriendschappelijk № 1 «onderlinge duels» | Anesti Qendro 30' Enkelejd Dobi 50' |       |                       | Qemal Stafastadion, Tirana Toeschouwers: 30.000 Scheidsrechter: Krste Danilovski (MKD) |

### 1996
|                                                              |                                                         |       |                       |                                                                                                  |
| 21 april Vriendschappelijk officieus duel «onderlinge duels» | Paraguay                                                | 3 – 0 | Bosnië en Herzegovina | Estadio Defensores del Chaco, Asuncion Toeschouwers: 8.000 Scheidsrechter: Óscar Velázquez (PAR) |
| 21 april Vriendschappelijk officieus duel «onderlinge duels» | Carlos Gamarra 21' Edgar Báez 53' Virgilio Ferreira 60' |       |                       | Estadio Defensores del Chaco, Asuncion Toeschouwers: 8.000 Scheidsrechter: Óscar Velázquez (PAR) |

|                                                   |                       |       |         |                                                                                |
| 24 april Vriendschappelijk № 2 «onderlinge duels» | Bosnië en Herzegovina | 0 – 0 | Albanië | Bilino Polje, Zenica Toeschouwers: 6.120 Scheidsrechter: Dragutin Poljak (CRO) |
| 24 april Vriendschappelijk № 2 «onderlinge duels» |                       |       |         | Bilino Polje, Zenica Toeschouwers: 6.120 Scheidsrechter: Dragutin Poljak (CRO) |

|                                                                           |                                                                                 |       |                       |                                                                                                |
| 1 september WK 1998 kwalificatie № 3 «onderlinge duels» 17:30 uur (UTC+3) | Griekenland Marinos Ouzounidis 41' Stratos Apostolakis 79' Demis Nikolaidis 84' | 3 – 0 | Bosnië en Herzegovina | Kalamata Metropolitan Stadion, Kalamáta Toeschouwers: 4.088 Scheidsrechter: Günter Benkö (AUT) |
| 1 september WK 1998 kwalificatie № 3 «onderlinge duels» 17:30 uur (UTC+3) |                                                                                 |       |                       | Kalamata Metropolitan Stadion, Kalamáta Toeschouwers: 4.088 Scheidsrechter: Günter Benkö (AUT) |

|                                                                         |                        |       |                                                                    |                                                                                         |
| 8 oktober WK 1998 kwalificatie № 4 «onderlinge duels» 20:30 uur (UTC+2) | Bosnië en Herzegovina  | 1 – 4 | Kroatië                                                            | Stadio Renato Dall'Ara, Bologna Toeschouwers: 1.500 Scheidsrechter: Atanas Uzunov (BUL) |
| 8 oktober WK 1998 kwalificatie № 4 «onderlinge duels» 20:30 uur (UTC+2) | Hasan Salihamidžić 25' |       | 13' Slaven Bilić 32' Goran Vlaović 64' Alen Bokšić 85' Alen Bokšić | Stadio Renato Dall'Ara, Bologna Toeschouwers: 1.500 Scheidsrechter: Atanas Uzunov (BUL) |

|                                                                       |                                       |       |                   |                                                                                    |
| 6 november Vriendschappelijk № 5 «onderlinge duels» 13:30 uur (UTC+1) | Bosnië en Herzegovina                 | 2 – 1 | Italië            | Koševostadion, Sarajevo Toeschouwers: 40.000 Scheidsrechter: Robert Sedlacek (AUT) |
| 6 november Vriendschappelijk № 5 «onderlinge duels» 13:30 uur (UTC+1) | Hasan Salihamidžić 5' Elvir Bolić 43' |       | 11' Enrico Chiesa | Koševostadion, Sarajevo Toeschouwers: 40.000 Scheidsrechter: Robert Sedlacek (AUT) |

|                                                                           |                           |       |                               |                                                                                          |
| 10 november WK 1998 kwalificatie № 6 «onderlinge duels» 15:00 uur (UTC+1) | Slovenië                  | 1 – 2 | Bosnië en Herzegovina         | Stadion za Bežigradom, Ljubljana Toeschouwers: 3.200 Scheidsrechter: Charles Agius (MLT) |
| 10 november WK 1998 kwalificatie № 6 «onderlinge duels» 15:00 uur (UTC+1) | Zlatko Zahovič 41' (pen.) |       | 5' Elvir Bolić 33' Meho Kodro | Stadion za Bežigradom, Ljubljana Toeschouwers: 3.200 Scheidsrechter: Charles Agius (MLT) |

|                                                                        |                      |       |                       |                                                                             |
| 18 december Vriendschappelijk № 7 «onderlinge duels» 21:35 uur (UTC−4) | Brazilië Ronaldo 67' | 1 – 0 | Bosnië en Herzegovina | Vivaldão, Manaus Toeschouwers: 48.000 Scheidsrechter: Sidrack Marinho (BRA) |
| 18 december Vriendschappelijk № 7 «onderlinge duels» 21:35 uur (UTC−4) |                      |       |                       | Vivaldão, Manaus Toeschouwers: 48.000 Scheidsrechter: Sidrack Marinho (BRA) |

### 1997
| Dunhill Cup |
| ----------- |

|                                                                          |                                                                                                |       |         |                                                                                               |
| 22 februari Dunhill Cup Groep B № 8 «onderlinge duels» 19:30 uur (UTC+8) | Bosnië en Herzegovina                                                                          | 4 – 0 | Vietnam | Merdekastadion, Kuala Lumpur Toeschouwers: 18.000 Scheidsrechter: Nik Ahmad Haji Yaakub (MAS) |
| 22 februari Dunhill Cup Groep B № 8 «onderlinge duels» 19:30 uur (UTC+8) | Dželaludin Muharemović 29' Sanjin Pintul 45' (pen.) Džemo Smječanin 52' (pen.) Senad Repuh 87' |       |         | Merdekastadion, Kuala Lumpur Toeschouwers: 18.000 Scheidsrechter: Nik Ahmad Haji Yaakub (MAS) |

|                                                                          |                                    |       |                                            |                                                                                                |
| 24 februari Dunhill Cup Groep B № 9 «onderlinge duels» 19:30 uur (UTC+8) | Zimbabwe                           | 2 – 2 | Bosnië en Herzegovina                      | Merdekastadion, Kuala Lumpur Toeschouwers: 15.000 Scheidsrechter: Selearajen Subramaniam (MAS) |
| 24 februari Dunhill Cup Groep B № 9 «onderlinge duels» 19:30 uur (UTC+8) | Masimba Dinyero 24' Ian Gorowa 75' |       | 58' Asim Hrnjić 67' Dželaludin Muharemović | Merdekastadion, Kuala Lumpur Toeschouwers: 15.000 Scheidsrechter: Selearajen Subramaniam (MAS) |

|                                                                           |                                          |       |           |                                                                                               |
| 26 februari Dunhill Cup Groep B № 10 «onderlinge duels» 19:30 uur (UTC+8) | Bosnië en Herzegovina                    | 2 – 0 | Indonesië | Merdekastadion, Kuala Lumpur Toeschouwers: 12.000 Scheidsrechter: Nik Ahmad Haji Yaakub (MAS) |
| 26 februari Dunhill Cup Groep B № 10 «onderlinge duels» 19:30 uur (UTC+8) | Sanjin Pintul 31' (pen.) Asim Hrnjić 43' |       |           | Merdekastadion, Kuala Lumpur Toeschouwers: 12.000 Scheidsrechter: Nik Ahmad Haji Yaakub (MAS) |

|                                                                                |          |                 |                       |                                                                                       |
| 28 februari Dunhill Cup Halve finale № 11 «onderlinge duels» 21:30 uur (UTC+8) | Maleisië | 0 – 1           | Bosnië en Herzegovina | Merdekastadion, Kuala Lumpur Toeschouwers: 40.000 Scheidsrechter: Kim Young Joo (KOR) |
| 28 februari Dunhill Cup Halve finale № 11 «onderlinge duels» 21:30 uur (UTC+8) |          | 35' Asim Hrnjić |                       | Merdekastadion, Kuala Lumpur Toeschouwers: 40.000 Scheidsrechter: Kim Young Joo (KOR) |

|                                                                      |                                                |       |                       |                                                                                               |
| 2 maart Dunhill Cup Finale № 12 «onderlinge duels» 20:45 uur (UTC+8) | China                                          | 3 – 0 | Bosnië en Herzegovina | Merdekastadion, Kuala Lumpur Toeschouwers: 15.000 Scheidsrechter: Nik Ahmad Haji Yaakub (MAS) |
| 2 maart Dunhill Cup Finale № 12 «onderlinge duels» 20:45 uur (UTC+8) | Li Jinyu 56' Zhang Xiqorui 59' Hao Haidong 81' |       |                       | Merdekastadion, Kuala Lumpur Toeschouwers: 15.000 Scheidsrechter: Nik Ahmad Haji Yaakub (MAS) |

|  |  |  |  |  |  |  |  |  |

|                                                                       |                       |                        |             |                                                                               |
| 2 april WK 1998 kwalificatie № 13 «onderlinge duels» 15:30 uur (UTC+) | Bosnië en Herzegovina | 0 – 1                  | Griekenland | Koševostadion, Sarajevo Toeschouwers: 33.000 Scheidsrechter: Alain Sars (FRA) |
| 2 april WK 1998 kwalificatie № 13 «onderlinge duels» 15:30 uur (UTC+) |                       | 72' Kostas Frantzeskos |             | Koševostadion, Sarajevo Toeschouwers: 33.000 Scheidsrechter: Alain Sars (FRA) |

|                                                                       |                                   |       |                       |                                                                            |
| 8 juni WK 1998 kwalificatie № 14 «onderlinge duels» 15:00 uur (UTC+2) | Denemarken                        | 2 – 0 | Bosnië en Herzegovina | Parken, Kopenhagen Toeschouwers: 43.000 Scheidsrechter: Karol Ihring (SVK) |
| 8 juni WK 1998 kwalificatie № 14 «onderlinge duels» 15:00 uur (UTC+2) | Marc Rieper 67' Miklos Molnar 90' |       |                       | Parken, Kopenhagen Toeschouwers: 43.000 Scheidsrechter: Karol Ihring (SVK) |

|                                                                            |                                                               |       |            |                                                                                         |
| 20 augustus WK 1998 kwalificatie № 15 «onderlinge duels» 20:30 uur (UTC+2) | Bosnië en Herzegovina                                         | 3 – 0 | Denemarken | Koševostadion, Sarajevo Toeschouwers: 35.000 Scheidsrechter: Vítor Manuel Pereira (POR) |
| 20 augustus WK 1998 kwalificatie № 15 «onderlinge duels» 20:30 uur (UTC+2) | Edin Mujčin 17' Elvir Bolić 23' (pen.) Elvir Bolić 32' (pen.) |       |            | Koševostadion, Sarajevo Toeschouwers: 35.000 Scheidsrechter: Vítor Manuel Pereira (POR) |

|                                                                            |                                                      |       |                                                |                                                                                |
| 6 september WK 1998 kwalificatie № 16 «onderlinge duels» 20:15 uur (UTC+2) | Kroatië                                              | 3 – 2 | Bosnië en Herzegovina                          | Maksimirstadion, Zagreb Toeschouwers: 30.000 Scheidsrechter: Hugh Dallas (SCO) |
| 6 september WK 1998 kwalificatie № 16 «onderlinge duels» 20:15 uur (UTC+2) | Slaven Bilić 27' Silvio Marić 40' Zvonimir Boban 80' |       | 18' (e.d.) Robert Jarni 55' Hasan Salihamidžić | Maksimirstadion, Zagreb Toeschouwers: 30.000 Scheidsrechter: Hugh Dallas (SCO) |

|                                                                             |                       |       |          |                                                                                    |
| 10 september WK 1998 kwalificatie № 17 «onderlinge duels» 20:15 uur (UTC+2) | Bosnië en Herzegovina | 1 – 0 | Slovenië | Koševostadion, Sarajevo Toeschouwers: 20.000 Scheidsrechter: Taraas Bezubiak (RUS) |
| 10 september WK 1998 kwalificatie № 17 «onderlinge duels» 20:15 uur (UTC+2) | Elvir Bolić 23'       |       |          | Koševostadion, Sarajevo Toeschouwers: 20.000 Scheidsrechter: Taraas Bezubiak (RUS) |

|                                                      |                                        |       |                       |                                                                                     |
| 5 november Vriendschappelijk № 18 «onderlinge duels» | Tunesië                                | 2 – 1 | Bosnië en Herzegovina | Stade El Menzah, Tunis Toeschouwers: 15.000 Scheidsrechter: Mohammad el-Habib (LBA) |
| 5 november Vriendschappelijk № 18 «onderlinge duels» | Imed Ben Younes 5' Imed Ben Younes 33' |       | 42' Elvir Bolić       | Stade El Menzah, Tunis Toeschouwers: 15.000 Scheidsrechter: Mohammad el-Habib (LBA) |

### 1998
|                                                  | |       |                       |                                                                                        |
| 14 mei Vriendschappelijk № 19 «onderlinge duels» | Argentinië                                                                                           | 5 – 0 | Bosnië en Herzegovina | Estadio Olimpico, Córdoba Toeschouwers: 44.243 Scheidsrechter: Luis Mariano Peña (CHI) |
| 14 mei Vriendschappelijk № 19 «onderlinge duels» | Gabriel Batistuta 5' Gabriel Batistuta 20' Javier Zanetti 55' Ariel Ortega 60' Gabriel Batistuta 80' |       |                       | Estadio Olimpico, Córdoba Toeschouwers: 44.243 Scheidsrechter: Luis Mariano Peña (CHI) |

|                                                                    |                     |       |                       |                                                                                   |
| 3 juni Vriendschappelijk № 20 «onderlinge duels» 20:00 uur (UTC+2) | Macedonië           | 1 – 1 | Bosnië en Herzegovina | Gradskistadion, Skopje Toeschouwers: 7.000 Scheidsrechter: Miroslav Radoman (YUG) |
| 3 juni Vriendschappelijk № 20 «onderlinge duels» 20:00 uur (UTC+2) | Milan Stojanoski 6' |       | 75' Senad Brkić       | Gradskistadion, Skopje Toeschouwers: 7.000 Scheidsrechter: Miroslav Radoman (YUG) |

|                                                                           |                       |       |         |                                                                                    |
| 19 augustus EK 2000 kwalificatie № 21 «onderlinge duels» 20:30 uur (UTC+) | Bosnië en Herzegovina | 1 – 0 | Faeröer | Koševostadion, Sarajevo Toeschouwers: 20.000 Scheidsrechter: Tomasz Mikulski (POL) |
| 19 augustus EK 2000 kwalificatie № 21 «onderlinge duels» 20:30 uur (UTC+) | Elvir Baljić 65'      |       |         | Koševostadion, Sarajevo Toeschouwers: 20.000 Scheidsrechter: Tomasz Mikulski (POL) |

|                                                                            |                       |       |                         |                                                                                  |
| 5 september EK 2000 kwalificatie № 22 «onderlinge duels» 20:30 uur (UTC+2) | Bosnië en Herzegovina | 1 – 1 | Estland                 | Koševostadion, Sarajevo Toeschouwers: 21.000 Scheidsrechter: Charles Agius (MLT) |
| 5 september EK 2000 kwalificatie № 22 «onderlinge duels» 20:30 uur (UTC+2) | Sergej Barbarez 74'   |       | 29' (e.d.) Mirsad Hibić | Koševostadion, Sarajevo Toeschouwers: 21.000 Scheidsrechter: Charles Agius (MLT) |

|                                                                           |                       |       |                                                         |                                                                                     |
| 10 oktober EK 2000 kwalificatie № 23 «onderlinge duels» 17:45 uur (UTC+2) | Bosnië en Herzegovina | 1 – 3 | Tsjechië                                                | Koševostadion, Sarajevo Toeschouwers: 30.000 Scheidsrechter: Domenico Messina (ITA) |
| 10 oktober EK 2000 kwalificatie № 23 «onderlinge duels» 17:45 uur (UTC+2) | Marko Topić 87'       |       | 12' Miroslav Beránek 58' Vladimír Šmicer 90' Pavel Kuka | Koševostadion, Sarajevo Toeschouwers: 30.000 Scheidsrechter: Domenico Messina (ITA) |

|                                                                           |                                                                                                |       |                                    |                                                                                           |
| 14 oktober EK 2000 kwalificatie № 24 «onderlinge duels» 20:00 uur (UTC+2) | Litouwen                                                                                       | 4 – 2 | Bosnië en Herzegovina              | Žalgirisstadion, Vilnius Toeschouwers: 2.000 Scheidsrechter: Manfred Schüttengruber (AUT) |
| 14 oktober EK 2000 kwalificatie № 24 «onderlinge duels» 20:00 uur (UTC+2) | Valdas Ivanauskas 11' Valdas Ivanauskas 67' Valdas Ivanauskas 77' Virginijus Baltušnikas 90+3' |       | 5' Muhamed Konjić 68' Elvir Baljić | Žalgirisstadion, Vilnius Toeschouwers: 2.000 Scheidsrechter: Manfred Schüttengruber (AUT) |

### 1999
|                                                                        |                                        |       |                        |                                                                                |
| 27 januari Vriendschappelijk № 25 «onderlinge duels» 16:00 uur (UTC+1) | Malta                                  | 2 – 1 | Bosnië en Herzegovina  | Ta' Qalistadion, Ta' Qali Toeschouwers: 1.000 Scheidsrechter: Marco Tura (SMR) |
| 27 januari Vriendschappelijk № 25 «onderlinge duels» 16:00 uur (UTC+1) | David Carabott 45' Carmel Busuttil 84' |       | 29' Hasan Salihamidžić | Ta' Qalistadion, Ta' Qali Toeschouwers: 1.000 Scheidsrechter: Marco Tura (SMR) |

|                                                                      |                       |       |                       |                                                                                         |
| 10 maart Vriendschappelijk № 26 «onderlinge duels» 19:30 uur (UTC+1) | Hongarije             | 1 – 1 | Bosnië en Herzegovina | Stadion Üllői út, Boedapest Toeschouwers: 7.792 Scheidsrechter: Martin Ingvarsson (SWE) |
| 10 maart Vriendschappelijk № 26 «onderlinge duels» 19:30 uur (UTC+1) | Bela Illés 66' (pen.) |       | 31' Meho Kodro        | Stadion Üllői út, Boedapest Toeschouwers: 7.792 Scheidsrechter: Martin Ingvarsson (SWE) |

|                                                                       |                                       |       |          |                                                                                        |
| 5 juni EK 2000 kwalificatie № 27 «onderlinge duels» 20:30 uur (UTC+2) | Bosnië en Herzegovina                 | 2 – 0 | Litouwen | Koševostadion, Sarajevo Toeschouwers: 6.100 Scheidsrechter: Arturo Daudén Ibáñez (ESP) |
| 5 juni EK 2000 kwalificatie № 27 «onderlinge duels» 20:30 uur (UTC+2) | Meho Kodro 26' (pen.) Elvir Bolić 90' |       |          | Koševostadion, Sarajevo Toeschouwers: 6.100 Scheidsrechter: Arturo Daudén Ibáñez (ESP) |

|                                                                       |                           |       |                                 |                                                                           |
| 9 juni EK 2000 kwalificatie № 28 «onderlinge duels» 19:00 uur (UTC+1) | Faeröer                   | 2 – 2 | Bosnië en Herzegovina           | Svangaskarð, Toftir Toeschouwers: 4.600 Scheidsrechter: Peter Jones (ENG) |
| 9 juni EK 2000 kwalificatie № 28 «onderlinge duels» 19:00 uur (UTC+1) | Uni Arge 38' Uni Arge 49' |       | 14' Elvir Bolić 50' Elvir Bolić | Svangaskarð, Toftir Toeschouwers: 4.600 Scheidsrechter: Peter Jones (ENG) |

|                                                                         |               |       |                       |                                                                                    |
| 18 augustus Vriendschappelijk № 29 «onderlinge duels» 19:30 uur (UTC+2) | Liechtenstein | 0 – 0 | Bosnië en Herzegovina | Rheinpark Stadion, Vaduz Toeschouwers: 1.300 Scheidsrechter: Massimo Busacca (SUI) |
| 18 augustus Vriendschappelijk № 29 «onderlinge duels» 19:30 uur (UTC+2) |               |       |                       | Rheinpark Stadion, Vaduz Toeschouwers: 1.300 Scheidsrechter: Massimo Busacca (SUI) |

|                                                                            |                       |       |                                   |                                                                                     |
| 4 september EK 2000 kwalificatie № 30 «onderlinge duels» 20:30 uur (UTC+2) | Bosnië en Herzegovina | 1 – 2 | Schotland                         | Koševostadion, Sarajevo Toeschouwers: 26.000 Scheidsrechter: Nikolai Levnikov (RUS) |
| 4 september EK 2000 kwalificatie № 30 «onderlinge duels» 20:30 uur (UTC+2) | Elvir Bolić 23'       |       | 14' Don Hutchison 50' Billy Dodds | Koševostadion, Sarajevo Toeschouwers: 26.000 Scheidsrechter: Nikolai Levnikov (RUS) |

|                                                                            |                                                            |       |                       |                                                                                     |
| 8 september EK 2000 kwalificatie № 31 «onderlinge duels» 20:30 uur (UTC+2) | Tsjechië                                                   | 3 – 0 | Bosnië en Herzegovina | Na Stínadlech, Teplice Toeschouwers: 10.125 Scheidsrechter: Karl-Erik Nilsson (SWE) |
| 8 september EK 2000 kwalificatie № 31 «onderlinge duels» 20:30 uur (UTC+2) | Jan Koller 26' Patrik Berger 59' (pen.) Karel Poborský 67' |       |                       | Na Stínadlech, Teplice Toeschouwers: 10.125 Scheidsrechter: Karl-Erik Nilsson (SWE) |

|                                                                          |                  |       |                       |                                                                               |
| 5 oktober EK 2000 kwalificatie № 32 «onderlinge duels» 20:00 uur (UTC+1) | Schotland        | 1 – 0 | Bosnië en Herzegovina | Hampden Park, Glasgow Toeschouwers: 30.574 Scheidsrechter: Leif Sundell (SWE) |
| 5 oktober EK 2000 kwalificatie № 32 «onderlinge duels» 20:00 uur (UTC+1) | John Collins 26' |       |                       | Hampden Park, Glasgow Toeschouwers: 30.574 Scheidsrechter: Leif Sundell (SWE) |

|                                                                          |                |       |                                                                     |                                                                                  |
| 9 oktober EK 2000 kwalificatie № 33 «onderlinge duels» 16:00 uur (UTC+3) | Estland        | 1 – 4 | Bosnië en Herzegovina                                               | Kadriorustadion, Tallinn Toeschouwers: 1.200 Scheidsrechter: Roelof Luinge (NED) |
| 9 oktober EK 2000 kwalificatie № 33 «onderlinge duels» 16:00 uur (UTC+3) | Andres Oper 4' |       | 42' Elvir Baljić 57' Elvir Baljić 67' Elvir Baljić 87' Elvir Baljić | Kadriorustadion, Tallinn Toeschouwers: 1.200 Scheidsrechter: Roelof Luinge (NED) |

N/FS BiH · A-internationals · Bondscoaches · Statistieken · Bosnisch vrouwenelftal · Bosnië U23 · Bosnië U21 · Bosnië U19 · Bosnië U18 · Bosnië U17 · Bosnië U16
1995 – 1999 ·
2000 – 2009 ·
2010 – 2019 ·
2020 − 2029
WK 2014
1995 · 
1996 · 
1997 · 
1998 · 
1999 · 
2000 · 
2001 · 
2002 · 
2003 · 
2004 · 
2005 · 
2006 · 
2007 · 
2008 · 
2009 · 
2010 · 
2011 · 
2012 · 
2013 · 
2014 · 
2015 · 
2016 · 
2017 · 
2018 ·
2019 ·
2020 ·
2021 ·
2022 ·
2023 ·
2024
Albanië ·
Algerije ·
Andorra ·
Argentinië ·
Armenië ·
Azerbeidzjan ·
Bahrein ·
Bangladesh ·
België ·
Brazilië · 
Bulgarije ·
Chili ·
China ·
Costa Rica ·
Cyprus ·
Denemarken ·
Duitsland ·
Egypte ·
Engeland ·
Estland ·
Faeröer ·
Finland ·
Frankrijk ·
Georgië ·
Ghana ·
Gibraltar ·
Griekenland ·
Hongarije ·
Ierland · 
IJsland ·
Indonesië ·
Iran ·
Israël ·
Italië ·
Ivoorkust ·
Japan ·
Joegoslavië · 
Jordanië ·
Kazachstan ·
Koeweit ·
Kroatië ·
Letland ·
Liechtenstein ·
Litouwen ·
Luxemburg ·
Maleisië ·
Malta ·
Mexico ·
Moldavië ·
Montenegro ·
Nederland ·
Nigeria ·
Noord-Ierland ·
Noord-Macedonië ·
Noorwegen ·
Oekraïne ·
Oezbekistan ·
Oman ·
Oostenrijk ·
Paraguay ·
Polen ·
Portugal ·
Qatar ·
Roemenië ·
San Marino ·
Schotland ·
Senegal ·
Servië en Montenegro ·
Slovenië ·
Slowakije ·
Spanje ·
Tsjechië ·
Tunesië · 
Turkije ·
Verenigde Staten · 
Vietnam ·
Wales ·
Wit-Rusland ·
Zimbabwe ·
Zuid-Korea ·
Zweden ·
Zwitserland
Argentinië (2014) ·
Iran (2014) ·
Nigeria (2014)
CONMEBOL: Bolivia · Chili  · Colombia · Ecuador · Uruguay · Venezuela

UEFA: Albanië · Andorra · Armenië · Azerbeidzjan · België · Bosnië en Herzegovina · Bulgarije · Cyprus · Denemarken · (West-)Duitsland · Duitse Democratische Republiek · Engeland · Estland · Faeröer · Finland · Frankrijk · Georgië · Griekenland · Hongarije · IJsland · Ierland · Israël · Italië · Joegoslavië · Kroatië · Letland · Liechtenstein · Litouwen · Luxemburg · Malta · Moldavië · Nederland · Noord-Ierland · Noord-Macedonië · Noorwegen · Oekraïne · Oostenrijk · Polen · Portugal · Roemenië · Rusland · San Marino · Schotland · Slovenië · Slowakije · Sovjet-Unie/GOS ·  Spanje · Tsjechië · Tsjecho-Slowakije · Turkije · Wales · Wit-Rusland · Zweden · Zwitserland

AFC: Kazachstan

CAF: Madagaskar

CONCACAF: Belize · Canada